# Takrut
Takrut là một loại bùa hình ống có nguồn gốc từ Campuchia. Nó còn được gọi là "Tangkai" trong các nền văn hóa khác. Các takrut cũng tương tự như một lá bùa (tiếng Ả Rập: طلسم    / phiên âm: tilasim). Từ Takrut, được sử dụng cho cả số ít và số nhiều, mặc dù nhiều người thêm s (Takruts). Tuy nhiên, cách thích hợp để nói đến takrut khi ở số nhiều, là 'Takrut'.
Chúng được người Khmer đeo như một lá bùa hộ mệnh và đã tồn tại hàng ngàn năm. Theo quy luật, nó là một lá bùa có hình dạng thon dài, mang hình dạng của một cuộn giấy. Cuộn này có thể được làm bằng bất kỳ loại kim loại, giấy, lá, giấy cói, da động vật, hoặc nhiều phương tiện khác, bao gồm cả dây leo tre và gỗ. Chúng chủ yếu được đeo trên một dây quanh eo, nhưng cũng thường được nhìn thấy bùa hộ mệnh trên dây chuyền cổ. Các bản khắc linh thiêng được tạo ra trên Takrut là một dạng của Hình học Sacre dựa trên truyền thống phật giáo và linh vật giáo cổ xưa của người Khmer, đã trở thành một chủ đề  rất nổi tiếng trên khắp thế giới.
Yant ( bùa hộ mệnh) là những câu thần chú và khung hình học thiêng liêng với Pali gatha và những lời cầu nguyện của Phật giáo (Invocations and Empowerment Spells), thông thường, nhưng không phải lúc nào cũng được ghi bằng cách sử dụng chữ Khmer cổ đại (Khom).